# Mistrovství Evropy v judu 1996
Mistrovství Evropy se konalo v Haagu, Nizozemsko, ve dnech 16.-19. května 1996

## Program
Vyřazovací kola
- ČTV – 16.05.1996 – těžká váha (+95 kg, +72 kg) a polotěžká váha (−95 kg, −72 kg) a střední váha (−86 kg, −66 kg) a polostřední váha (−78 kg, −61 kg)
- PAT – 17.05.1996 – lehká váha (−71 kg, −56 kg) a pololehká váha (−65 kg, −52 kg) a superlehká váha (−60 kg, −48 kg) a bez rozdílu vah

Finálová kola
- SOB – 18.05.1996 – těžká váha (+95 kg, +72 kg) a polotěžká váha (−95 kg, −72 kg) a střední váha (−86 kg, −66 kg) a polostřední váha (−78 kg, −61 kg)
- NED – 19.05.1996 – lehká váha (−71 kg, −56 kg) a pololehká váha (−65 kg, −52 kg) a superlehká váha (−60 kg, −48 kg) a bez rozdílu vah

## Výsledky

### Muži
| Kategorie | Zlato                      | Stříbro                 | Bronz                      | Bronz                   |
| --------- | -------------------------- | ----------------------- | -------------------------- | ----------------------- |
| −60 kg    | Giorgi Vazagašvili (GEO)   | Nigel Donohue (GBR)     | Girolamo Giovinazzo (ITA)  | Franck Chambilly (FRA)  |
| −65 kg    | Giorgi Revazišvili (GEO)   | Julian Davies (GBR)     | Peter Schlatter (GER)      | Larbi Benboudaoud (FRA) |
| −71 kg    | Danny Kingston (GBR)       | Thomas Schleicher (AUT) | Christophe Gagliano (FRA)  | Ilia Čimčiuri (UKR)     |
| −78 kg    | Djamel Bouras (FRA)        | Oleg Krecul (MDA)       | Konstantin Savčiškin (RUS) | Patrick Reiter (AUT)    |
| −86 kg    | Mark Huizinga (NED)        | Oleg Malcev (RUS)       | Ryan Birch (GBR)           | Sergej Klišin (AUT)     |
| −95 kg    | Paweł Nastula (POL)        | Pedro Soares (POR)      | Ghislain Lemaire (FRA)     | Dmitrij Sergejev (RUS)  |
| +95 kg    | Davit Chachaleišvili (GEO) | Sergej Kosorotov (RUS)  | Selim Tataroğlu (TUR)      | Rafał Kubacki (POL)     |

### Ženy
| Kategorie | Zlato                      | Stříbro                       | Bronz                       | Bronz                         |
| --------- | -------------------------- | ----------------------------- | --------------------------- | ----------------------------- |
| −48 kg    | Yolanda Solerová (ESP)     | Jana Perlbergová (GER)        | Laura Moiseová (ROU)        | Giovanna Tortoraová (ITA)     |
| −52 kg    | Sharon Rendleová (GBR)     | Alessandra Giungiová (ITA)    | Nicole Flagothierová (BEL)  | Marie-Claire Restouxová (FRA) |
| −56 kg    | Jessica Galová (NED)       | Mária Pekliová (HUN)          | Magali Batonová (FRA)       | Isabel Fernándezová (ESP)     |
| −61 kg    | Gella Vandecaveyeová (BEL) | Catherine Vachonová (FRA)     | Jenny Galová (NED)          | Diane Bellová (GBR)           |
| −66 kg    | Claudia Zwiersová (NED)    | Emanuela Pierantozziová (ITA) | Anja von Rekowskiová (GER)  | Radka Štusáková (CZE)         |
| −72 kg    | Ulla Werbroucková (BEL)    | Karin Kienhuisová (NED)       | Hannah Ertelová (GER)       | Estha Essombeová (FRA)        |
| +72 kg    | Angelique Serieseová (NED) | Johanna Hagnová (GER)         | Svetlana Gundarenková (RUS) | Michelle Rogersová (GBR)      |